# 波蒂奇維爾 (紐約州)
波蒂奇維爾（英語：Portageville）是位於美國紐約州懷俄明縣的非建制地區。

## 歷史
波蒂奇維爾的郵局自1846年營運至今。

## 地理
波蒂奇維爾所處的海拔為高於海平面340米（即1115英呎），而該地所採用的時區為UTC-5，即北美东部时区（EST）。同時該地設有夏令時間，為UTC-5調快一小時，即UTC-4（EDT）。